# Pantai (Ulu Rawas)
Pantai is een bestuurslaag in het regentschap Musi Rawas van de provincie Zuid-Sumatra, Indonesië. Pantai telt 1118 inwoners (volkstelling 2010).